# Yokohama F. Marinos
Yokohama F. Marinos (jap. 横浜F・マリノス Yokohama Efu Marinosu) – japoński klub piłkarski grający obecnie w J1 League. Klub ma siedzibę w Jokohamie.

## Historia
W 1972 roku założono klub Yokohama Marinos, który był zakładową drużyną korporacji Nissan Motors. W 1999 roku doszło do fuzji zespołu Marinos z innym klubem z Jokohamy, Yokohama Flügels. Nazwa Marinos wywodzi się z języka hiszpańskiego i w przekładzie na język polski oznacza marynarzy.
Tuż po utworzeniu, drużyna grała jako Nissan FC w Japońskiej Lidze Piłkarskiej. Nawiązano wówczas kontakt ze szkołami wyższymi oraz uniwersytetami w mieście i utworzono drużyny juniorskie, aby móc w przyszłości ściągać z nich wychowanków do pierwszej drużyny. Gdy trenerem drużyny został pierwszy profesjonalny szkoleniowiec w Japonii Shū Kamo, Nissan FC zdobył w 1988 i 1989 roku dwa mistrzostwa kraju, a także Puchar Cesarza i JSL Cup, czyli trzy najważniejsze trofea w kraju.
W 1991 roku Yokohama Marinos była jednym z założycieli J-League. Domowe mecze drużyna rozgrywa na stadionie Nissan, a czasami na mniejszym Mitsusawa Ballpark. Natomiast treningi zawodnicy odbywają na Tozuka Training Center oraz Kozukue Stadium.

## Sukcesy

### Jako Nissan FC
Mistrzostwa Japonii
- Mistrz: 1988/1989, 1989/1990

Puchar Cesarza Japonii
- Zdobywca: 1983, 1985, 1988, 1989, 1991

JSL Cup
- Zdobywca: 1988, 1989, 1990

Azjatycki Puchar Zdobywców Pucharów
- Zwycięzca: 1991/1992

### Jako Yokohama Marinos / Yokohama F. Marinos
Mistrzostwa Japonii
- Mistrz: 1995, 2003, 2004, 2019, 2022
- Wicemistrz: 2000, 2002, 2013, 2021, 2023

Puchar Cesarza Japonii
- Zdobywca: 2013
- Finalista: 2017

Puchar Ligi Japońskiej
- Zdobywca: 2001
- Finalista: 2018

Superpuchar Japonii
- Zdobywca: 2023
- Finalista: 2014, 2020

## Występy w J-League
- 1993 – 4. miejsce
- 1994 – 6. miejsce
- 1995 – mistrzostwo
- 1996 – 8. miejsce
- 1997 – 3. miejsce
- 1998 – 4. miejsce
- 1999 – 4. miejsce
- 2000 – wicemistrzostwo
- 2001 – 13. miejsce
- 2002 – wicemistrzostwo
- 2003 – mistrzostwo
- 2004 – mistrzostwo
- 2005 – 9. miejsce
- 2006 – 9. miejsce
- 2007 – 7. miejsce
- 2008 – 9. miejsce
- 2009 – 10. miejsce
- 2010 – 8. miejsce
- 2011 – 5. miejsce
- 2012 – 4. miejsce
- 2013 – wicemistrzostwo
- 2014 – 7. miejsce
- 2015 – 7. miejsce
- 2016 – 10. miejsce
- 2017 – 5. miejsce
- 2018 – 12. miejsce
- 2019 – mistrzostwo
- 2020 – 9. miejsce
- 2021 – wicemistrzostwo
- 2022 – mistrzostwo
- 2023 – wicemistrzostwo
- 2024 – 9. miejsce
- 2025 – ? miejsce

## Piłkarze

### Obecny skład
Stan na 6 lutego 2025
| Nr | Poz. | Piłkarz               |
| -- | ---- | --------------------- |
| 1  | BR   | William Popp          |
| 19 | BR   | Park Iru-gyu          |
| 21 | BR   | Hiroki Iikura         |
| 31 | BR   | Ryoya Kimura          |
| 2  | OB   | Katsuya Nagato        |
| 13 | OB   | Jeison Quiñónes       |
| 16 | OB   | Ren Kato              |
| 27 | OB   | Ken Matsubara         |
| 39 | OB   | Taiki Watanabe        |
| 43 | OB   | Reno Noguchi          |
| 44 | OB   | Thomas Deng           |
| 11 | PO   | Kota Watanabe         |
| 8  | PO   | Takuya Kida (kapitan) |
| 17 | PO   | Kenta Inoue           |
| 20 | PO   | Jun Amano             |

| Nr | Poz. | Piłkarz         |
| -- | ---- | --------------- |
| 25 | PO   | Toichi Suzuki   |
| 28 | PO   | Riku Yamane     |
| 34 | PO   | Takuto Kimura   |
| 37 | PO   | Eitaro Matsuda  |
| 42 | PO   | Kohei Mochizuki |
| 45 | PO   | Jean Claude     |
| 47 | PO   | Kazuya Yamamura |
| 7  | NA   | Élber           |
| 9  | NA   | Daiya Tono      |
| 10 | NA   | Anderson Lopes  |
| 11 | NA   | Yan Matheus     |
| 14 | NA   | Asahi Uenaka    |
| 23 | NA   | Ryō Miyaichi    |
| 46 | NA   | Hiroto Asada    |

## Trenerzy
- Hidehiko Shimizu (1993–94)
- Jorge Solari (1995)
- Hiroshi Hayano (1995–96, 2007)
- Xabier Azkargorta (1997–98)
- Carles Rexach (1998–99)
- Antonio de la Cruz (1999)
- Osvaldo Ardiles (2000–01)
- Yoshiaki Shimojō (2001)
- Sebastião Lazaroni (2001–02)
- Takeshi Okada (2003–06)
- Takashi Mizunuma (2006)
- Takashi Kuwahara (2008)
- Kōkichi Kimura (2008–09)
- Kazushi Kimura (2010–11)
- Yasuhiro Higuchi (2011–14)
- Erick Mombaerts (2014–18)
- Ange Postecoglou (2018–2021)
- Kevin Muscat (2021–2023)
- Harry Kewell (2023–2024)
- Steve Holland (2025–)